# Edmund Davy
Edmund Davy (Penzance, 1785 – 5 novembre 1857) è stato un chimico, docente e inventore britannico, docente di chimica presso la Royal Cork Institution dal 1813 e presso la Royal Dublin Society dal 1826, che scoprì l'acetilene, come fu successivamente chiamato da Marcellin Berthelot. Fu anche membro della Chemical Society e della Royal Irish Academy.

## Biografia
Edmund Davy era un cugino di Humphry Davy, il famoso chimico che inventò la lampada Davy per la sicurezza dei minatori.
Edmund, figlio di William Davy, nacque a Penzance, in Cornovaglia, e visse lì durante la sua adolescenza. Si trasferì a Londra nel 1804 per trascorrere otto anni come operatore e assistente di Humphry Davy nel laboratorio della Royal Institution. Per gran parte del tempo fu anche sovrintendente della collezione mineralogica della Royal Society. Quando, nell'ottobre del 1807, Humphry completò la preparazione elettrolitica del potassio e vide i minuscoli globuli di metallo, simili all'argento vivo, esplodere attraverso la crosta e prendere fuoco, Edmund descrisse che suo cugino era così felice di questo risultato che ballò per la stanza in estasi.
Il fratello minore di Humphry Davy, il dottor John Davy, (24 maggio 1790 - 24 gennaio 1868) era anche lui un chimico che trascorse del tempo (1808-1811) assistendo Humphry nelle sue ricerche chimiche presso la Royal Institution. John è stato il primo a preparare e nominare il gas fosgene.
Edmund William Davy (nato nel 1826), figlio di Edmund Davy, divenne professore di medicina al Royal College di Dublino nel 1870. Che abbiano collaborato alla ricerca è dimostrato in un avviso alla Royal Irish Academy sulla produzione di acido solforico che Edmund Davy conclude con un riconoscimento dell'assistenza ricevuta nei suoi esperimenti da suo figlio, Edmund William Davy.

## Maggiori scoperte

### Platino spugnoso
Edmund Davy fu il primo a scoprire una forma spugnosa di platino con notevoli proprietà di assorbimento dei gas. Justus von Liebig lo preparò successivamente in una forma più pura in grado di assorbire fino a 250 volte il suo volume di ossigeno gassoso. Inoltre, Edmund Davy scoprì che anche a temperatura ambiente, il platino finemente suddiviso si accendeva in presenza di una miscela di gas illuminante e aria. In un altro esperimento di questo tipo, nel 1820, scoprì che con il platino i vapori dell'alcol venivano convertiti in acido acetico. (Humphry Davy aveva scoperto alcuni anni prima che un filo di platino caldo si accendeva in una miscela di gas di carbone e aria). Questo rilascio di energia dall'ossidazione dei composti, senza fiamma e senza cambiamento nel platino stesso, era un segno della proprietà catalitica del platino investigata più tardi da Johann Döbereiner e da altri chimici.

### Corrosione
Nel 1829, Edmund Davy scoprì che l'uso di blocchi di zinco avrebbe impedito la corrosione della struttura in ferro delle boe nautiche.
Nel Report of the British Association for 1835 fu il primo a pubblicare una serie di esperimenti che studiavano il potere protettivo dello zinco impiegato a contatto semplice e in forma massiccia. Poco dopo un ingegnere francese, M. Sorel, ottenne un brevetto per un processo di rivestimento di una superficie di ferro con zinco fluido per proteggerlo dalla ruggine, e la tecnica fu adottata dai produttori di ferro zincato. Davy rivendicò la priorità della scoperta, ma si scoprì che il 26 settembre 1791 era stato rilasciato un brevetto a Madame Leroi de Jancourt per la protezione dei metalli con un rivestimento di una lega di zinco, bismuto e stagno (sebbene senza conoscenza dei principi chimici coinvolti).
Questo è un esempio di protezione catodica, una tecnica elettrochimica sviluppata nel 1824 da Humphry Davy per prevenire la corrosione galvanica. Aveva raccomandato all'Ammiragliato di attaccare blocchi di ferro per proteggere la guaina di rame sugli scafi delle navi della Marina (Il metodo venne interrotto a breve a causa di un effetto collaterale: la velocità delle navi veniva ridotta dall'aumento delle incrostazioni dovute alla vita marina). Il metodo protettivo riduceva il rilascio di ioni di rame che avrebbero altrimenti avvelenato gli organismi e ne controllava la crescita.

### Elettrochimica
Edmund Davy condusse una serie di esperimenti per rilevare la presenza di veleni metallici mediante l'elettricità, come test della presenza di sostanze velenose in caso di sospetto avvelenamento. Applicò una corrente elettrica per far precipitare i sali di vari veleni metallici da una soluzione preparata. Il metodo si rivelò prezioso perché il risultato non era influenzato dalla presenza di materia organica contenuta nello stomaco. Quando venne utilizzato come test, Davy affermò che si sarebbe potuto scoprire anche la presenza di solo una 2500ª parte di un chicco di arsenico.

### Acetilene
Nel 1836, Edmund Davy scoprì un gas che riconobbe come "un nuovo carburatore di idrogeno". Fu una scoperta accidentale durante il tentativo di isolare il metallo di potassio. Riscaldando il carbonato di potassio con il carbonio a temperature molto elevate, produsse un residuo di quello che oggi è noto come carburo di potassio, (K2C2), che reagendo con l'acqua si trasforma in gas (Una reazione simile tra carburo di calcio e acqua è stata successivamente ampiamente utilizzata per la produzione di acetilene).
Nel documento che lesse alla British Association di Bristol, Davy anticipò il valore dell'acetilene come gas illuminante: "Dalla brillantezza con cui il nuovo gas brucia a contatto con l'atmosfera è, secondo il parere dell'autore, mirabilmente adattato ai fini della luce artificiale, se può essere acquistato a un prezzo conveniente."
Successivamente è stato dimenticato fino a quando Marcellin Berthelot riscoprì questo composto idrocarburico nel 1860, per il quale coniò il nome "acetilene".

### Chimica in agricoltura
Davy era attivo nella promozione della conoscenza scientifica, per cui furono istituiti corsi di conferenze popolari in tutta l'Irlanda. In alcune delle sue lezioni alla Royal Dublin Society, Davy mostrò il suo particolare interesse per le applicazioni della chimica in agricoltura. Pubblicò diversi articoli su letame e coadiuvanti chimici utili agli agricoltori. Questi includevano "An Essay on the Use of Peat or Turf as a Means of Promoting Public Health and the Agriculture of the United Kingdom" (1850), e "An account of some Experiments made to determine the relative deodorizing Powers of Peat-charcoal, Peat, and Lime" (1856).
Studiò anche l'assorbimento di arsenico da parte di colture da concimi artificiali preparati chimicamente con acido solforico in cui non era usuale avere l'arsenico come impurità. Testando la crescita delle piante, scoprì "che l'arsenico poteva essere assorbito in quantità considerevoli dalle piante senza distruggere la loro vitalità, o senza mostrare interferenze con le loro funzioni". Capì che l'arsenico era un veleno che si accumulava e che con il consumo continuo la "sostanza poteva accumularsi nell'organismo fino a quando la sua quantità poteva esercitare un effetto dannoso sulla salute di uomini e animali".